# Ruta 54 (Uruguay)
La ruta N.º 54 es una de las rutas nacionales de Uruguay.

## Características

#### Trazado
La carretera recorre todo el centro del departamento de Colonia en dirección general sur-norte, partiendo desde la ciudad de Juan Lacaze (junto al Río de la Plata), hasta llegar a la ruta 12 en el norte, junto al límite con el departamento de Soriano. En su recorrido atraviesa principalmente áreas rurales dedicadas a la lechería (zona sur), ganadería (zona centro) y agrícola (zona norte)

##### Hoja de ruta
El kilometraje de esta carretera se numera de sur a norte, situándose el kilómetro cero en el puente de la Cañada Blanco en la ciudad de Juan Lacaze.
Puntos destacados según el kilometraje:
- km 000.000: Extremo sur: Cañada Blanco (Juan Lacaze).
- km 000.000 al 002.600: Planta urbana de Juan Lacaze.
- km 007.100: Empalme con Ruta 1 (rotonda):
  - al este: a Montevideo.
  - al oeste: a Colonia del Sacramento.
- km 012.500: Cañada Corral de Piedra.
- km 018.200: Acceso sur a Barker.
- km 020.200: Acceso norte a Barker y ramal a Rosario.
- km 027.500: Arroyo Sauce Chico.
- km 029.200: Empalme con ruta 50:
  - al oeste: a Tarariras.
- km 045.300: Río San Juan.
- km 050.800: Arroyo Sauce.
- km 054.700: Empalme con ruta 106:
  - al norte: a ruta 12.
  - al sur: a Miguelete y ruta 22.
- km 058.200: Arroyo Miguelete.
- km 062.500: Extremo norte: ruta 12:
  - al este: a Cardona y ruta 2.
  - al oeste: a Nueva Palmira.